# Hans Alienus
Hans Alienus är en bok av Verner von Heidenstam, utgiven första gången 1892. Den är en roman som utspelar sig både i en samtida realistisk miljö och en fantasivärld i antik stil. I dag ses boken ofta som ett tidigt exempel på magisk realism och det finns också karnevaliska inslag i den. Efternamnet Alienus kommer av det latinska ordet för främmande, alienus.

## Handling
Hans Alienus är en glad och bekymmerslös ung man vars mål är att nå den högsta lyckan – livsglädjens lycka i motsats till försakelsens. Detta är kärnan i det löfte han en oförglömlig kväll ger i en konstnärskrets. Han dyrkar antikens skönhetsvärld och tror att mänsklighetens religion en gång ska bli skönhetsdyrkan. Som förebild har han renässansens livsglada människor, men han hatar sin egen tid som grubblar och analyserar allt, som nödvändigtvis måste förklara allting och bryta ner det i resonemang. "Adertonhundratalet är icke liv, utan resonemang."
Själv vill Hans Alienus leva i nuet, han vill bara vara och inte behöva förklara. Men den trotsige ynglingens försök att frigöra sig från sig själv är fåfänga. Knappt har han avgett sitt stolta löfte förrän Den Heliga Gamla dyker upp vid hans sida. Hon är den som skickar lidandet, olyckan och fulheten in i människors liv. Hon är ödet, som sedan urminnes tider sätter gränser för våra önskningar. Hon är "kvalets gudom", grubbelsjukan i poetens eget inre.
När Alienus till sist, efter långt sökande, tror sig ha funnit personifieringen av skönhetsdriften och livsnjutningen i Sardanapal, härskaren av Nineveh, finner han sig stå inför en utlevad gubbe. Envåldshärskaren har tömt njutningens bägare till övermått och väntar nu bara på sin fiendes svärd som den ultimata vällusten. När de anfaller Nineveh utropar han: "Det kallar jag livets stoltaste sällhet att så gå under, att ett jubel från saliga läppar överröstar murarnas fall och genljuder genom tusen och åter tusen år."
Sedan testar Hans Alienus livet som poet, som skulptör, som romersk kejsare, som skapare av världen och som gud, men ingen av dessa former av existens ger honom den ostörda lyckan. Han kan inte befria sig från sin tids syn på livet. Trots sin längtan att drömma sig bort därifrån förblir han en produkt av 1800-talets övergångstid; hans livsnerv, hans naivitet, är angripen av den grubbel som råder i den tid han är född i. Efter detta resignerar Hans Alienus inför det meningslösa i sin strävan efter lycka, och som en pilgrim styr han sina steg mot det fjärran barndomshemmet, till Tivedens djupa skogar.